# 8184 Luderic
8184 Luderic (1992 WL) là một tiểu hành tinh vành đai chính được phát hiện ngày 16 tháng 11 năm 1992 bởi S. Ueda và H. Kaneda ở Kushiro.